# Remijia hirsuta
Remijia hirsuta là một loài thực vật có hoa trong họ Thiến thảo. Loài này được Sucre miêu tả khoa học đầu tiên năm 1962.